# Queijos da Beira Baixa
Los Queijos da Beira Baixa son quesos portugueses con denominación de origen protegida a nivel europeo.
Se trata de varios tipos de queso, de leche de cabra o de oveja, que se realizan en la región de Beira Baixa, región de pastos.
Abarca las denominaciones de origen siguientes:
- Queijo de Castelo Branco, de leche de oveja coagulado con cuajo vegetal (Cynara cardunculus), de 0,8 a 1,3 kilos.
- Queijo Amarelo da Beira Baixa, leche de oveja o mezcla de oveja y cabra, coagulado con cuajo animal, entre 0,6 y 1 kilo.
- Queijo Picante da Beira Baixa, de leche de oveja o de cabra, coagulado con cuajo animal, entre 0,4 y 1 kilo.